# Джина Райдер
Джи́на Ра́йдер (англ. Gina Ryder, справжнє ім'я Вероні́ка Барре́ра (англ. Veronica Barrera); нар. 23 січня 1977 року, Сан-Антоніо, Техас, США) — американська порноакторка.

## Біографія
Потрапила в порноіндустрію у квітні 1988 року. До цього працювала стриптизеркою в клубах близько 18 місяців. Райдер працювала на такі студії, як Adam & Eve, Wicked, Vivid, Sin City, Cal Vista/Metro та Legend. Ззнімалася й для каналів The Erotic Network, Spice, The Playboy Channel, а також у порнофільмах телеканалів Showtime та Cinemax.

## Премії та номінації
- 2002 номінація на AVN Awards в категорії «Найкраща акторка — Відео»[4]